# Храм Михаила Архангела (Грозный)
Це́рковь Михаи́ла Арха́нгела в Гро́зном (обиходные названия — Храм Архистратига Божия Михаила, Архангельская церковь, Михаилоархангельская церковь, Михайловская церковь) — православный храм в городе Грозном (Чеченская Республика, Российская Федерация).
Ансамбль храма — памятник архитектуры и находится под охраной государства согласно постановлению Совета Министров Чечено-Ингушской АССР № 413 от 25 ноября 1988 г. На фото 1980-х годов храм и церковный дом обложены красным кирпичом с белой отделкой. Имел такой вид на момент принятия под государственную охрану. До начала первой чеченской войны был одним из двух действующих православных храмов в Чечено-Ингушской АССР.

## История
Храм был построен в 1868 году на пожертвования армянских и русских купцов. Непосредственно строительством занимались терские казаки. По имеющимся епархиальным сведениям, построен в 1890 году и освящён в 1892 году. Возводился из природного камня на общественные пожертвования.
Комплекс серьёзно пострадал в период первой чеченской войны. Во время штурма Грозного в январе 1995 года была разрушена крыша колокольни, купол богослужебной части, купол алтарной части, купол боковой пристройки, повреждён второй этаж церковного дома.
В ходе второй чеченской войны храмовый комплекс получил дополнительные разрушения. Богослужения продолжались в подвале церковного дома.
С 2004 года храмовые сооружения частично восстанавливались силами подразделений Минобороны РФ. В дальнейшем, из фонда Госстроя России по федеральной программе были выделены средства на строительство храма.
Освящён 26 апреля 2009 года архиепископом Феофаном (Ашурковым).

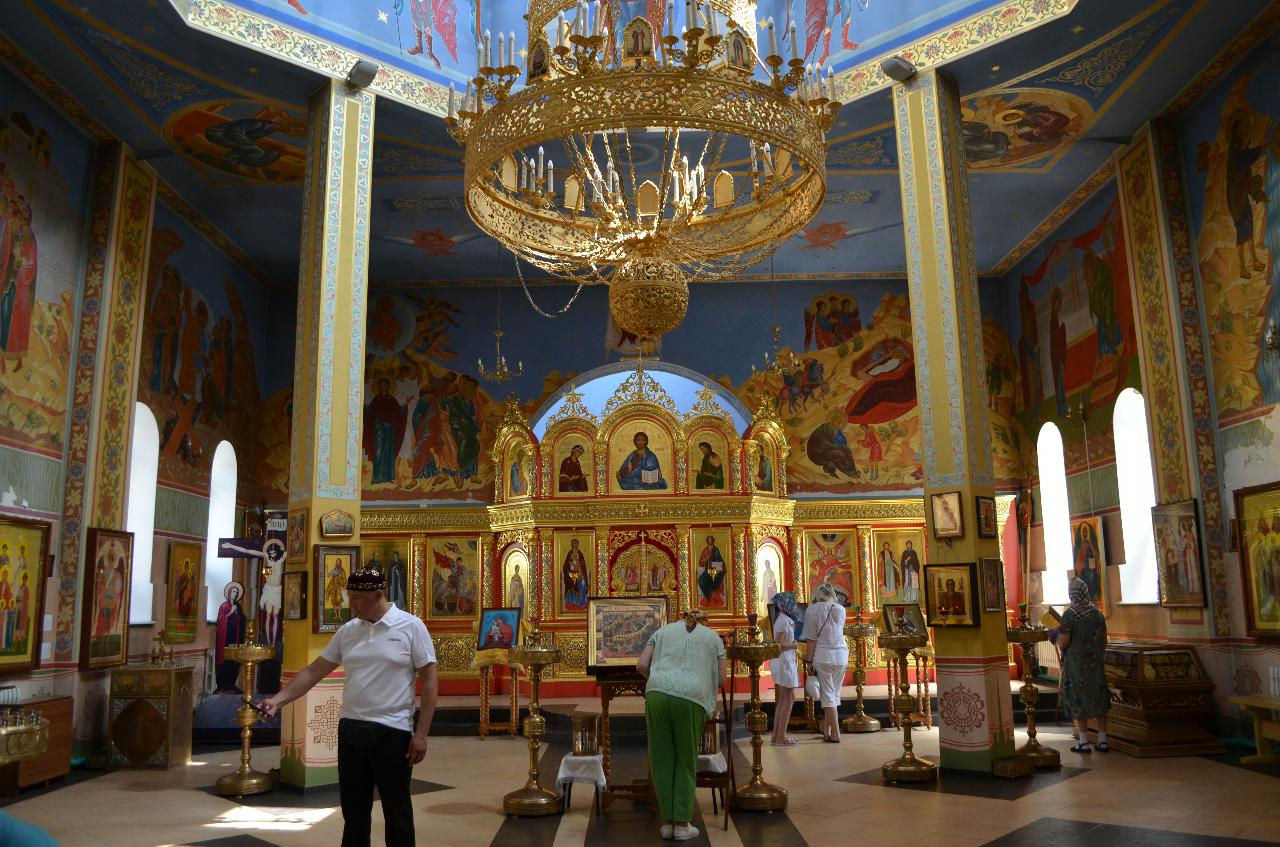
Интерьер храма

19 мая 2018 года, во время всенощного бдения, на храм было совершено вооруженное нападение, в результате которого погибли один прихожанин и двое полицейских, охранявших богослужение (сотрудники ГУ МВД России по Саратовской области Кайрат Рахметов и Владимир Горсков), ещё один прихожанин и двое сотрудников МВД ЧР получили ранения.

## Архитектура
Исторически, комплекс представлял собой:
- храм трехкупольного типа в русском стиле с пристроенной колокольней, ограда с воротами (данный архитектурный ансамбль охраняется государством);
- каменный двухэтажный церковный (приходской) дом с подвалом;
- церковно-приходскую школу;
- котельную, вспомогательные помещения.

После восстановительных работ здание церкви представляет собой вновь построенное сооружение, в целом сохранившее размеры и основную архитектуру исторического оригинала. Однако, цвет оригинала (красного кирпича с белой отделкой) не сохранился. Форма окон центрального купола, форма и количество окон алтарного купола, характерная обналичка окон, форма купола боковой пристройки, элементы декора (решетка колокольни и др.) не восстановлены. В 2006 году стены храма были выкрашены в бело-голубой гамме, купола и кровля ярко-синие (традиционные цвета Терского казачьего войска), кресты золоченые. Церковный дом выкрашен в белый цвет, кровля ярко-синяя. Цвет дома (красного кирпича с белой отделкой) не сохранился.
В 2008—2009 годах, в ходе реконструкции центральной части Грозного купола храма покрыли позолотой, кровля выполнена из металлочерепицы вишневого цвета, бело-голубые стены были выкрашены в белый цвет, отделка темно-красной мраморной плиткой. Денежные средства на эти работы были выделены благотворительным фондом имени Ахмата Кадырова.

## Настоятели
- 1935—1941, 1942—1945 — Иосиф (Орехов)
- упом. 1992—1995 — Пётр Нецветаев
- 1995—1996 — Анатолий Чистоусов, похищен чеченскими боевиками и убит в плену
- 1996—1997 — Евфимий (Беломестный), похищен чеченскими боевиками, освобождён
- 1999 — Захария (Ямпольский), похищен чеченскими боевиками, судьба неизвестна
- 2004—2011 — Варлаам (Пономарёв)
- с 22 июня 2011 по октябрь 2016 — Григорий (Куценко)
- с 24 октября 2016 по август 2018 — Сергий (Абазов)
- 27 января 2013 года — архиепископ Варлаам (Пономарёв)